# Danh sách đĩa nhạc của BTOB
Dưới đây là danh sách đĩa nhạc của nhóm nhạc nam Hàn Quốc BTOB.

## Album phòng thu
| Nhan đề                                                                         | Chi tiết | Vị trí cao nhất | Vị trí cao nhất | Vị trí cao nhất | Vị trí cao nhất | Doanh số            |
| Nhan đề                                                                         | Chi tiết | KOR             | JPN             | TWN             | TWN East Asian  | Doanh số            |
| Tiếng Hàn                                                                       | Tiếng Hàn | Tiếng Hàn       | Tiếng Hàn       | Tiếng Hàn       | Tiếng Hàn       | Tiếng Hàn           |
| ------------------------------------------------------------------------------- | --- | --------------- | --------------- | --------------- | --------------- | ------------------- |
| Complete                                                                        | - Phát hành: 30 tháng 6 năm 2015 - Nhãn đĩa: Cube Entertainment, Universal Music Group - Định dạng: CD, tải nhạc số | 1               | —               | —               | —               | - Hàn Quốc: 47.638+ |
| Tiếng Nhật                                                                      | |                 |                 |                 |                 |                     |
| 24/7 (Twenty Four/Seven)                                                        | - Phát hành: 7 tháng 12 năm 2016 - Nhãn đĩa: KISS Entertainment - Định dạng: CD, tải nhạc số                        | —               | 1               | —               | —               | - Nhật Bản: 26.802+ |
| "—" nghĩa là không được xếp hạng hoặc không được phát hành ở vùng lãnh thổ đó.. | |                 |                 |                 |                 |                     |

## EPs
| Nhan đề                                                                        | Chi tiết | Vị trí cao nhất | Vị trí cao nhất | Vị trí cao nhất | Doanh số                             |
| Nhan đề                                                                        | Chi tiết | KOR             | TWN             | TWN East Asian  | Doanh số                             |
| ------------------------------------------------------------------------------ | --- | --------------- | --------------- | --------------- | ------------------------------------ |
| Born to Beat                                                                   | - Phát hành: 3 tháng 4 năm 2012 - Nhãn đĩa: Cube Entertainment, Universal Music Group - Định dạng: CD, tải nhạc số   | 3               | 19              | 5               | - Hàn Quốc: 9.623+                   |
| Press Play                                                                     | - Phát hành: 12 tháng 9 năm 2012 - Nhãn đĩa: Cube Entertainment, Universal Music Group - Định dạng: CD, tải nhạc số  | 4               | —               | 15              | - Hàn Quốc: 20.769+                  |
| Thriller                                                                       | - Phát hành: 9 tháng 9 năm 2013 - Nhãn đĩa: Cube Entertainment, Universal Music Group - Định dạng: CD, tải nhạc số   | 3               | 16              | 3               | - Hàn Quốc: 23.949+                  |
| Beep Beep                                                                      | - Phát hành: 17 tháng 2 năm 2014 - Nhãn đĩa: Cube Entertainment, Universal Music Group - Định dạng: CD, tải nhạc số  | 1               | —               | —               | - Hàn Quốc: 35.052+                  |
| Move                                                                           | - Phát hành: 29 tháng 9 năm 2014 - Nhãn đĩa: Cube Entertainment, Universal Music Group - Định dạng: CD, tải nhạc số  | 1               | —               | —               | - Hàn Quốc: 19.643+                  |
| The Winter's Tale                                                              | - Phát hành: 22 tháng 12 năm 2014 - Nhãn đĩa: Cube Entertainment, Universal Music Group - Định dạng: CD, tải nhạc số | 2               | —               | —               | - Hàn Quốc: 29.191+                  |
| I Mean                                                                         | - Phát hành: 12 tháng 10 năm 2015 - Nhãn đĩa: Cube Entertainment, Universal Music Group - Định dạng: CD, tải nhạc số | 2               | —               | —               | - Hàn Quốc: 46.144+                  |
| Remember That                                                                  | - Phát hành: 28 tháng 3 năm 2016 - Nhãn đĩa: Cube Entertainment, Universal Music Group - Định dạng: CD, tải nhạc số  | 1               | —               | —               | - Hàn Quốc: 50.711+                  |
| New Men                                                                        | - Phát hành: 7 tháng 11 năm 2016 - Nhãn đĩa: Cube Entertainment, Universal Music Group - Định dạng: CD, tải nhạc số  | 4               | —               | —               | - Hàn Quốc: 47.847+ - Nhật Bản: 963+ |
| Feel'eM                                                                        | - Phát hành: 6 tháng 3 năm 2017 - Nhãn đĩa: Cube Entertainment, LOEN Entertainment - Định dạng: CD, tải nhạc số      | 2               | —               | —               | - Hàn Quốc: 68.018+ - Nhật Bản: 785+ |
| "—" nghĩa là không được xếp hạng hoặc không được phát hành ở vùng lãnh thổ đó. | |                 |                 |                 |                                      |

## Đĩa đơn

### BTOB

#### Tiếng Hàn
| Năm                                                                            | Đĩa đơn               | Vị trí cao nhất | Vị trí cao nhất | Vị trí cao nhất | Doanh số                           | Album                             |
| Năm                                                                            | Đĩa đơn               | KOR Gaon        | KOR Hot 100     | JPN             | Doanh số                           | Album                             |
| ------------------------------------------------------------------------------ | --------------------- | --------------- | --------------- | --------------- | ---------------------------------- | --------------------------------- |
| 2012                                                                           | "Insane"              | 95              | 74              | —               | - Hàn Quốc (tải nhạc số): 87.609+  | Born to Beat                      |
| 2012                                                                           | "Father"              | 136             | —               | —               |                                    | Born to Beat Asia Special Edition |
| 2012                                                                           | "Irresistible Lips"   | 99              | —               | —               |                                    | Born to Beat Asia Special Edition |
| 2012                                                                           | "WOW"                 | 76              | 33              | 9               | - Hàn Quốc (tải nhạc số): 88.744+  | Press Play                        |
| 2012                                                                           | "I Only Know Love"    |                 | —               | —               |                                    | Press Play                        |
| 2013                                                                           | "2nd Confession"      | 44              | 35              | —               | - Hàn Quốc (tải nhạc số): 147.870+ | Single album                      |
| 2013                                                                           | "When I Was Your Man" |                 | —               | —               |                                    | Thriller                          |
| 2013                                                                           | "Thriller"            | 41              | 86              | —               | - Hàn Quốc (tải nhạc số): 66.900+  | Thriller                          |
| 2014                                                                           | "Beep Beep"           | 18              | 44              | —               | - Hàn Quốc (tải nhạc số): 213.764+ | Beep Beep                         |
| 2014                                                                           | "You're So Fly"       | 46              | —               | —               | - Hàn Quốc (tải nhạc số): 37.127+  | Move                              |
| 2014                                                                           | "You Can Cry"         | 25              | —               | —               | - Hàn Quốc (tải nhạc số): 127.492+ | The Winter's Tale                 |
| 2014                                                                           | "The Winter's Tale"   | 7               | —               | —               | - Hàn Quốc (tải nhạc số): 75.267+  | The Winter's Tale                 |
| 2015                                                                           | "It's Okay"           | 8               | —               | —               | - Hàn Quốc (tải nhạc số): 357.951+ | Complete                          |
| 2015                                                                           | "Way Back Home"       | 5               | —               | —               | - Hàn Quốc (tải nhạc số): 217.192+ | I Mean                            |
| 2016                                                                           | "Remember That"       | 11              | —               | —               | - Hàn Quốc (tải nhạc số): 241.733  | Remember That                     |
| 2016                                                                           | "I Want To Vacation"  | 95              | —               | —               | - Hàn Quốc (tải nhạc số): 43.925+  | Single album                      |
| 2016                                                                           | "I'll Be Your Man"    | 5               | —               | —               | - Hàn Quốc (tải nhạc số): 156.863+ | New Men                           |
| 2017                                                                           | "Someday"             | 14              | —               | —               | - Hàn Quốc (tải nhạc số): 159.523+ | Feel'eM                           |
| 2017                                                                           | "Movie"               | 4               | —               | —               | - Hàn Quốc (tải nhạc số): 129.036+ | Feel'eM                           |
| "—" nghĩa là không được xếp hạng hoặc không được phát hành ở vùng lãnh thổ đó. |                       |                 |                 |                 |                                    |                                   |

#### Tiếng Nhật
| Năm                                                                            | Đĩa đơn          | Vị trí cao nhất | Doanh số             | Album |
| Năm                                                                            | Đĩa đơn          | JPN             | Doanh số             | Album |
| ------------------------------------------------------------------------------ | ---------------- | --------------- | -------------------- | ----- |
| 2014                                                                           | "WOW"            | 9               | - Nhật Bản: 26.218+  | —     |
| 2015                                                                           | "Mirai (Ashita)" | 2               | - Nhật Bản: 77.399+  | —     |
| 2015                                                                           | "My Girl"        | 2               | - Nhật Bản: 91.513+  | —     |
| 2016                                                                           | "Dear Bride"     | 2               | - Nhật Bản: 108.938+ | —     |
| 2016                                                                           | "L.U.V"          | 1               | - Nhật Bản: 78.836+  | —     |
| "—" nghĩa là không được xếp hạng hoặc không được phát hành ở vùng lãnh thổ đó. |                  |                 |                      |       |

### BTOB BLUE
| Năm                                                                            | Đĩa đơn       | Vị trí cao nhất | Doanh số                          | Album        |
| Năm                                                                            | Đĩa đơn       | KOR Gaon        | Doanh số                          | Album        |
| ------------------------------------------------------------------------------ | ------------- | --------------- | --------------------------------- | ------------ |
| 2016                                                                           | "Stand By Me" | 15              | - Hàn Quốc (tải nhạc số): 82.241+ | Single album |
| "—" nghĩa là không được xếp hạng hoặc không được phát hành ở vùng lãnh thổ đó. |               |                 |                                   |              |

## Các bài hát khác
| Nhan đề                                    | Năm  | Vị trí cao nhất | Doanh số                          | Album    |
| Nhan đề                                    | Năm  | KOR             | Doanh số                          | Album    |
| ------------------------------------------ | ---- | --------------- | --------------------------------- | -------- |
| "Live Well Yourself"(너나 잘 살아)         | 2015 | 38              | - Hàn Quốc (tải nhạc số): 29.295+ | Complete |
| "Summer Romance"                           | 2015 | 40              | - Hàn Quốc (tải nhạc số): 28.572+ | Complete |
| "I Miss You" (보고파)                      | 2015 | 43              | - Hàn Quốc (tải nhạc số): 27.232+ | Complete |
| "Her Over Flowers" (꽃보다 그녀)           | 2015 | 44              | - Hàn Quốc (tải nhạc số): 26.602+ | Complete |
| "Insane (Acoustic Ver.)" (비밀)            | 2015 | 55              | - Hàn Quốc (tải nhạc số): 24.560+ | Complete |
| "My Friend's Girlfriend" (친구의 여자친구) | 2015 | 64              | - Hàn Quốc (tải nhạc số): 22.134+ | Complete |
| "Open"                                     | 2015 | 67              | - Hàn Quốc (tải nhạc số): 20.885+ | Complete |
| "Everything`s Good" (Ilhoon Solo Outro)    | 2015 | 74              | - Hàn Quốc (tải nhạc số): 19.709+ | Complete |
| "One Man Show" (북 치고 장구 치고)         | 2015 | 75              | - Hàn Quốc (tải nhạc số): 19.595+ | Complete |
| "Giddy Up" (어기여차 디여차)               | 2015 | 83              | - Hàn Quốc (tải nhạc số): 18.531+ | Complete |
| "Shake It"                                 | 2015 | 88              | - Hàn Quốc (tải nhạc số): 17.199+ | Complete |
| "Last Day"                                 | 2015 | 32              | - Hàn Quốc (tải nhạc số): 34.034+ | I Mean   |
| "Heart Attack" (심장어택)                  | 2015 | 57              | - Hàn Quốc (tải nhạc số): 25.487+ | I Mean   |
| "All Wolves Except Me" (나 빼고 다 늑대)   | 2015 | 61              | - Hàn Quốc (tải nhạc số): 24.888+ | I Mean   |

## Nhạc phim
| Năm  | Nhan đề             | Thành viên                          | Nghệ sĩ               | Album                           |
| ---- | ------------------- | ----------------------------------- | --------------------- | ------------------------------- |
| 2013 | "Bye Bye Love"      | Changsub, Ilhoon                    | Dongwoon, Yoseob      | When A Man Loves OST            |
| 2013 | "Past Days"         | Changsub, Hyunsik, Minhyuk, Sungjae | Junhyung, Ha Yeon Soo | Monstar OST                     |
| 2013 | "After Time Passes" | Changsub, Hyunsik, Minhyuk, Sungjae | Junhyung              | Monstar OST                     |
| 2013 | "First Love"        | Changsub, Hyunsik, Minhyuk, Sungjae | Junhyung              | Monstar OST                     |
| 2015 | "Goodbye Sadness"   | Changsub, Eunkwang, Ilhoon          | —                     | Sweet, Savage Family OST        |
| 2016 | "Come With Eerie"   | BTOB                                | —                     | Telemonster OST                 |
| 2016 | "For You"           | Changsub, Eunkwang, Ilhoon, Minhyuk | —                     | Cinderella and Four Knights OST |

## Hợp tác
| Năm  | Nhan đề          | Thành viên              | Nghệ sĩ                                        | Album         |
| ---- | ---------------- | ----------------------- | ---------------------------------------------- | ------------- |
| 2013 | "Christmas Song" | BTOB                    | United Cube Artists                            | —             |
| 2015 | "2Limes"         | Ilhoon, Minhyuk, Peniel | Inoran                                         | Beautiful Now |
| 2016 | "손끝의 사랑"    | Changsub, Eunkwang      | B1A4, Oh My Girl, Youngji (KARA), April, Kassy | —             |

## Video

### Video âm nhạc
| Tựa đề                | Năm       | Phiên bản khác  |
| Tiếng Hàn             | Tiếng Hàn | Tiếng Hàn       |
| --------------------- | --------- | --------------- |
| "Insane"              | 2012      |                 |
| "Father"              | 2012      |                 |
| "Irresistible Lips"   | 2012      |                 |
| "WOW"                 | 2012      | - Dance version |
| "Lover Boy"           | 2012      |                 |
| "2nd Confession"      | 2013      | - PJ version    |
| "When I Was Your Man" | 2013      |                 |
| "Thriller"            | 2013      |                 |
| "Beep Beep"           | 2014      |                 |
| "You’re So Fly"       | 2014      |                 |
| "You Can Cry"         | 2014      |                 |
| "The Winter's Tale"   | 2014      |                 |
| "It's Okay"           | 2015      | - Dance version |
| "Way Back Home"       | 2015      |                 |
| "Remember That"       | 2016      |                 |
| "Stand By Me"         | 2016      | - BTOB Blue     |
| "I'll Be Your Man"    | 2016      |                 |
| Tiếng Nhật            |           |                 |
| "WOW"                 | 2014      |                 |
| "Mirai (Ashita)"      | 2015      |                 |
| "My Girl"             | 2015      |                 |
| "Dear Bride"          | 2016      |                 |
| "L.U.V"               | 2016      |                 |

### Xuất hiện trong video âm nhạc
| Năm  | Nhan đề          | Nghệ sĩ     | Chú thích |
| ---- | ---------------- | ----------- | --------- |
| 2013 | "24/7"           | 2YOON       |           |
| 2013 | "Christmas Song" | United Cube |           |